# 255 Opavija
255 Opavija (mednarodno ime 255 Oppavia) je asteroid tipa X v glavnem asteroidnem pasu. 

## Odkritje
Asteroid je odkril avstrijski astronom Johann Palisa 31. marca 1886 na Dunaju . Poimenovan je po kraju Opava (danes Češka), kjer se je Johann Palisa rodil.

## Lastnosti
Asteroid Opavija obkroži Sonce v 4,55 letih. Njegova tirnica ima izsrednost 0,081 nagnjena pa je za 9,486° proti ekliptiki. Njegov premer je 57,40 km . Dolgo so bili prepričani, da je asteroid Opavija član družine asteroidov Gefion. Ugotovili pa so, da je to vsiljivec, ki ni povezan z ostalimi člani družine.